# Rorippa
Rorippa es un género de fanerógamas, con más de 80 especies, inclusive varias plantas previamente en el género, Nasturtium (ITIS, 2004). Comprende 200 especies descritas y de estas solo 74 aceptadas. Son herbáceas perennes de la familia de las crucíferas. Son nativas de Europa, Asia central, África, y Norteamérica.

## Descripción
Son hierbas anuales o perennes, erectas o frecuentemente decumbentes a postradas, glabras o pubescentes con tricomas simples o a veces vesiculares, tallos 1–6 dm de largo, simples o ramificados. Hojas basales y hojas caulinares inferiores sésiles a cortamente pecioladas, simples, oblongas a oblanceoladas, enteras a pinnatilobadas o irregularmente serradas, hojas caulinares superiores reducidas, casi enteras y frecuentemente sésiles. Flores pequeñas en racimos cortos o alargados; pétalos presentes o ausentes, amarillos o blancos; estambres generalmente 6, raramente 3 o 5. Silicuas teretes, frecuentemente hinchadas, oblongas a lineares, glabras o raramente hirsutas, a veces con tricomas vesiculares, estilo ausente a prominente; semillas numerosas, cordiformes a oblongas, cotiledones acumbentes.

## Usos
Las especies de Rorippa tienen un gusto pimentoso, picante. En este género están las comestibles  berros de agua:  Rorippa nasturtium-aquaticum y Rorippa microphylla.

## Taxonomía
El género fue descrito por Giovanni Antonio Scopoli y publicado en Flora Carniolica 520. 1760.

## Especies seleccionadas
- Rorippa alpina (S. Wats.) Rydb.
- Rorippa amphibia (L.) Bess.
- Rorippa austriaca (Crantz) Bess.
- Rorippa barbareifolia (DC.) Kitagawa
- Rorippa calycina (Engel.) Rydb.
- Rorippa hilariana (Walp.) Cabrera - berro de Chile[4]
- Rorippa indica Hiern.
- Rorippa nasturtium-aquaticum
- Rorippa palustris (L.) Besser - rábano acuático[4]
- Rorippa sarmentosa (G. Forst. ex DC) J. F. Macbr.
- Rorippa sylvestris (L.) Bess.